# Hande Özyürek
Hande Özyürek (* 1976 in Istanbul) ist eine türkische Violinistin. Die Stipendiatin der Münchner Philharmoniker ist seit 2003 Mitglied des Münchner Rundfunkorchesters und hat eine Solo-CD veröffentlicht.

## Werdegang
Im Alter von 10 Jahren begann Özyürek Geige zu spielen und erhielt später auch Unterricht. Von 1993 bis 1995 folgte dann eine Ausbildung im Fach Violine am Staatlichen Konservatorium in ihrer Geburtsstadt (Abschluss als Jahrgangsbeste). Mit 19 Jahren ging sie, unterstützt durch ein Stipendium der Türkischen Stiftung für Erziehung (TEV), nach Deutschland für weitere Studien an der Hochschule für Musik Detmold und ab 2003 auch an der Hochschule für Musik in Saarbrücken.
Im Jahr 2000 wurde Özyürek als Stipendiatin der Münchner Philharmoniker angenommen. Im Münchner Rundfunkorchester spielt sie seit 2003.
Özyürek gibt Solo-Konzerte und ist als Violinistin international anerkannt, was auch in ihrer Mitwirkung an einer Reihe CD- und Rundfunkeinspielungen zum Ausdruck kommt. Ein erstes Solo-Album Face-to-Face with Saygun, bei dem sie von dem Pianisten Uwe Brandt begleitet wird, erschien 2007 bei Kalan Müzik und enthält Werke Ahmed Adnan Sayguns.

## Auszeichnungen (Auswahl)
- 1995: Förderpreis der Sedat-Güzin Gürel Stiftung als Jahrgangsbeste
- 1998: 4. Preis beim Wettbewerb der Friedrich-Jürgen-Sellheim Stiftung in Hannover
- 1999: 2. Preis beim Wettbewerb 'Young Musician of the Year'.
- 2001: 4. Preis beim Internationalen Kammermusik Wettbewerb 'Rovere d’Oro' in Italien.
- 2003: 2. Preis beim Internationalen Kammermusik Wettbewerb 'Rovere d’Oro'.
- 2003: 2. Preis beim Internationalen Kammermusik Wettbewerb 'Palma d’Oro'.
- 2003: Kulturpreis des Jahres 2003 in der Türkei.
- 2007: 1. Preis(Aufnahme) beim 15. Internationalen Wien Musik Wettbewerb.